# Aenasius tachigaliae
Aenasius tachigaliae är en stekelart som först beskrevs av Charles Thomas Brues 1922.  Aenasius tachigaliae ingår i släktet Aenasius och familjen sköldlussteklar. Inga underarter finns listade i Catalogue of Life.